# Emma Tusell Sánchez
Emma Tusell Sánchez és una muntadora, guionista i directora de cinema espanyola.
Emma Tusell va néixer en una família molt connectada amb el món del cinema. El seu avi patern, Jordi Tusell Coll, va ser el primer director de la productora Estela Films, productora de cinema fundada el 12 de febrer de 1948 a Espanya i que segueix en actiu, la qual cosa la converteix en la productora espanyola en actiu més antiga. El seu pare, Félix Tusell Gómez, va dirigir la productora des de l'any 1970, qui a més va acabar comprant la productora, de manera que passaria a ser propietat de la família Tusell. La seva mare, Mercedes Sánchez Rau, era dissenyadora de vestuari i va ser guardonada, amb el premi Goya al millor vestuari, per la pel·lícula ¡Ay, Carmela!; va dirigir la productora després de la mort del seu pare en 1991. En l'actualitat, és el seu germà, Félix Tusell Sánchez, el que dirigeix l'empresa
Emma és sòcia de la productora, com els seus germans Anna i Félix.
Emma va estudiar direcció en l'Institut de Cinema de Madrid i, després, a l'Escola de Cinematografia i de l'Audiovisual de la Comunitat de Madrid (ECAM), on es va graduar l'any 2003, obtenint l'especialització en Edició. Després d'un taller documental a Cuba es decanta també pel documental de creació. Després dels seus estudis ha treballat com a muntadora de pel·lícules (com el seu treball en “Magical Girl”, de Carlos Vermut, 2014; guanyadora de la Conquilla d'Or i la Conquilla de Plata en la 62ª edició del Festival de Sant Sebastià), documentalista (treballant amb prestigiosos directors espanyols que treballen en aquest gènere: Víctor Estarrufi, José Luis Guerín i Elías León Siminiano), directora, guionista i fins i tot d'inspiradora de projectes “Musarañas” (on un dels curts és la base d'aquesta obra).

## Filmografia
Com a muntadora els seus treballs es remunten a principis del 2000, podent destacar:
- 2017 Tiempo de vida (Documental) (post-producción)
- 2016 La caja vacía[8]
- 2014 Epitafios (Corto)
- 2014 Magical Girl[9]
- 2013 El hombre y la música (Documental)
- 2013 Vekne hleba i riba (Corto)
- 2011 La curva de la felicidad
- 2011 Sobre la misma tierra (Documental)
- 2011 Carne cruda
- 2010 Cierre noche (Corto)
- 2010 Cuando Hollywood estaba en la Gran Vía (Documental)
- 2009 Burbuja (Corto)
- 2008/ I Hobby (Documental)
- 2008 Crónicas del corta-pega (Documental)
- 2006-2008 Madrid crea (TV Series Documental) (5 episodis)
- 2007 Suave es la noche (Corto)
- 2007 Made in Japan (Corto)
- 2004 Il Miracolo Spagnolo (Documental)
- 2004 Terrones (Corto)

Com a guionista podem destacar:
- Tiempo de vida (Documental) (post-producción)
- 2014/I Musarañas (original idea)
- 2006-2008 Madrid crea (TV Series Documental) (8 episodis)
- 2006 La habitación de Elías

Com a directora tenim:
- 2017 Tiempo de vida (Documental) (post-producción)
- 2006-2008 Madrid crea (TV Series Documental) (7 episodis)
- 2006 La habitación de Elías.